# Венде, Роберт Марцевич
Роберт Марцевич Венде (1896 — 1981) — советский партийный и хозяйственный деятель.

## Биография
Состоял членом РСДРП(б) с 1914. В 1937 был заведующим агитационно-пропагандистским отделом и членом бюро областного комитета ВКП(б) в Архангельской области. 2 октября 1937 утверждён членом тройки НКВД, однако 30 декабря того же года выведен из состава бюро за бездеятельность в борьбе с «врагами народа». Репрессирован по обвинению в контр-революционной и террористической деятельности. В дальнейшем являлся членом секции историко-литературного объединения старых большевиков Белорусской ССР при Институте марксизма-ленинизма и партийной организации ЖЭК-9 Киевского районного комитета КПСС. Похоронен на Новокунцевском кладбище вместе с женой Татьяной Афанасьевной Баклан (27 декабря 1898 — 3 сентября 1986).